# 死刑犯2：充血
《死刑犯2：充血》是由Monolith Productions開發及Sega出版的一套電子遊戲，遊戲平台包括PlayStation 3及Xbox 360。死刑犯2:充血是《死刑犯：罪惡根源》的續集。死刑犯2:充血在北美地區2008年3月11日發行，並2008年3月27日在澳大利亞及2008年4月4日在歐洲發行。

## 遊戲背景
遊戲故事發生在《死刑犯：罪惡根源》的十一個月後，神秘的現象，導致精神錯亂的暴力行為和群眾性精神病，大規模暴動爆發。主角Ethan Thomas，在調查Serial Killer X的事件後，辭去美國聯邦調查局的單位。

## 遊戲內容

### 單人遊戲
單人遊戲包含十多個關卡。與《死刑犯：罪惡根源》相同，死刑犯2:充血集中於格鬥戰鬥。與上集不同的是，死刑犯2:充血允許玩家使用拳頭格鬥

### 多人遊戲
遊戲充許八個玩家進行線上遊戲，包括四種遊戲模式，八個地圖。